# シェリー・スタインハウアー
シェリー・スタインハウアー（Sherri Steinhauer、1962年12月27日生まれ）は米国人女子プロゴルファー。現在はレジェンドツアーでプレーしている。LPGA ツアーに26年間在籍し、2012年に引退した。ウィスコンシン州マジソンで生まれ、テキサス大学オースチン校を卒業後の1986年に LPGA ツアーに参加、1992年のデュモーリエクラシックおよび2006年の全英女子オープンの二つのメジャー大会を含むツアー8勝を記録した。なお、スタインハウアーは1998年及び1999年の全英女子オープンにも優勝しているが、この当時の全英女子オープンは女子ヨーロッパツアーではメジャー大会として指定されていたが、LPGA ツアーではメジャー大会指定されていなかったため、メジャー優勝回数にはカウントされない。
年間賞金ランキング最高位は7位で、2度記録している。一度目は1994年で、トップ10以内のフィニッシュが8回あり、このうちスプリント選手権 (Sprint Championship) では優勝した。1994年にはソルハイムカップの代表に初めて選ばれ、その後1998年、2000年、2007年にも出場している。
1999年は JAL ビッグアップルクラシックと全英女子オープンに優勝し、再び賞金ランキング 7 位になった。この年のジェイミーファークローガークラシック (Jamie Farr Kroger Classic) では LPGA ツアー史上最大の 6 人でのプレーオフとなり、スタインハウアーはこのうちの一人だった。最終的にはパク・セリが優勝した。
世界ゴルフ殿堂入りゴルフインストラクターであるマヌエル・デラトーレの指導を受けた。
2009年3月31日、2月中旬に片方の股関節の手術を行って回復中であるが、さらに5月にはもう片方の股関節も手術を行うため、2009年シーズンは競技を休む、と発表した。2010年にはツアー復帰した。
2011年のカナディアン女子オープンで予選落ちした直後にレギュラーツアーからの引退をアナウンスした。2012年はキアクラシック (Kia Classic) とクラフトナビスコ選手権には出場した。メジャー大会優勝者として、2018年の全米シニア女子オープンに出場する資格を持っている（出場しなかった）。
2011年のソルハイムカップでは米国代表チームの副キャプテンを務めた。

## プロでの成績（10勝）

### LPGAツアー優勝（8回）
| 成績                          |
| LPGAツアーメジャー大会（2勝） |
| その他のLPGAツアー（6勝）     |

| 番号 | 日付          | 大会名                           | 優勝スコア               | 2位との打数差 | 準優勝                                      |
| ---- | ------------- | -------------------------------- | ------------------------ | ------------- | ------------------------------------------- |
| 1    | 1992年8月16日 | デュモーリエクラシック           | −11（67-73-67-70 = 277） | 3打           | ジュディ・ディッキンソン                    |
| 2    | 1994年5月1日  | スプリント選手権                 | −15（68-68-67-70 = 273） | 1打           | ケリー・ロビンズ                            |
| 3    | 1998年8月16日 | ウィータビックス全英女子オープン | +4（81-72-70-69 = 292）  | 1打           | ブランディ・バートン ソフィー・グスタフソン |
| 4    | 1999年7月18日 | JAL ビッグアップルクラシック     | −11（68-66-72 = 273）    | プレーオフ    | ローリー・ケーン                            |
| 5    | 1999年8月12日 | ウィータビックス全英女子オープン | −9（70-72-68-73 = 283）  | 1打           | アニカ・ソレンスタム                        |
| 6    | 2004年3月23日 | Sybaseクラシック                 | −12（67-70-66-69 = 272） | 2打           | グレース・パク                              |
| 7    | 2006年8月6日  | ウィータビックス全英女子オープン | −7（73-70-66-72 = 281）  | 3打           | ソフィー・グスタフソン クリスティ・カー     |
| 8    | 2007年9月2日  | LPGAステートファームクラシック   | −17（67-66-71-67 = 271） | 1打           | クリスティーナ・キム                        |

LPGAツアープレーオフ記録（1勝1敗）
| いいえ。 | 年     | トーナメント                         | 対戦相手                                                               | 結果                                        |
| -------- | ------ | ------------------------------------ | ---------------------------------------------------------------------- | ------------------------------------------- |
| 1        | 1999年 | ジェイミーファークローガークラシック | カーリン・コック ケリー・キューン マルディ・ラン 朴セリ カリー・ウェブ | パク・セリが1ホール目でバーディーを取り優勝 |
| 2        | 1999年 | JAL ビッグアップルクラシック         | ロリ・ケーン                                                           | 5ホール目にバーディーを取り優勝             |

### レジェンズツアー優勝（2勝）
- 2009年 レジェンドツアーオープンチャンピオンシップ
- 2013年 ウェンディーズチャリティーチャレンジ

## メジャー大会

### 優勝（2勝）
| 年     | 大会名                           | 優勝スコア               | 2位との打数差 | 準優勝                                 |
| ------ | -------------------------------- | ------------------------ | ------------- | -------------------------------------- |
| 1992   | デュモーリエクラシック           | -11（67-73-67-70 = 277） | 2打           | ジュディ・ディッキンソン               |
| 2006年 | ウィータビックス全英女子オープン | -7（73-70-66-72 = 281）  | 3打           | ソフィー・グスタフソンクリスティ・カー |

### タイムライン
| 大会                   | 1983年 | 1985年 | 1986年 | 1987年 | 1988年 | 1989年 |
| ---------------------- | ------ | ------ | ------ | ------ | ------ | ------ |
| クラフトナビスコ選手権 |        |        |        |        | CUT    | T36    |
| LPGA選手権             |        |        | CUT    | T50    | CUT    | T51    |
| 全米女子オープン       | T40 LA | CUT    |        |        | CUT    |        |
| デュモーリエクラシック |        |        | CUT    | T31    | T13    | CUT    |

| 大会                   | 1990年 | 1991年 | 1992年 | 1993年 | 1994年 | 1995年 | 1996年 | 1997年 | 1998年 | 1999年 | 2000年 |
| ---------------------- | ------ | ------ | ------ | ------ | ------ | ------ | ------ | ------ | ------ | ------ | ------ |
| クラフトナビスコ選手権 |        | T17    | T6     | T31    | T32    | T16    | CUT    | T48    | T9     | T10    | T17    |
| LPGA選手権             | T36    | T11    | T44    | CUT    | T7     | CUT    | T18    | T4     | T37    | T19    | T40    |
| 全米女子オープン       | CUT    | CUT    | T36    | T13    | T22    | CUT    | T36    | CUT    | CUT    | T25    | CUT    |
| デュモーリエクラシック | T19    | T44    | 1      | T10    | T11    |        | WD     | T24    | T9     | T34    | CUT    |

| 大会                   | 2001年 | 2002年 | 2003年 | 2004年 | 2005年 | 2006年 | 2007年 | 2008年 | 2009年 |
| ---------------------- | ------ | ------ | ------ | ------ | ------ | ------ | ------ | ------ | ------ |
| クラフトナビスコ選手権 | CUT    | T36    | CUT    | T48    | T23    | T35    | T20    | CUT    |        |
| LPGA選手権             | CUT    | CUT    | CUT    | T23    | CUT    | T16    | T56    | T46    |        |
| 全米女子オープン       | T50    | T51    | CUT    | T32    | CUT    | T24    | T25    | T38    |        |
| 全英女子オープン^      | CUT    | CUT    | CUT    | T42    | T39    | 1      | T23    | T64    |        |

| 大会                   | 2010年 | 2011 | 2012年 |
| ---------------------- | ------ | ---- | ------ |
| クラフトナビスコ選手権 | T67    | CUT  | CUT    |
| LPGAチャンピオンシップ | T54    | T75  |        |
| 全米女子オープン       | T52    | 70   |        |
| 全英女子オープン       | T50    | CUT  |        |

^ 2001年、デュモーリエクラシックに代わり全英女子オープンが LPGA メジャー大会となった。
LA =ローアマチュア
CUT=予選落ち
「T」=タイ順位

### 概要
- 本選出場回数 – 96
- 優勝 – 2
- 2位フィニッシュ – 0
- 3位フィニッシュ – 0
- トップ3フィニッシュ – 2
- トップ5フィニッシュ – 3
- トップ10フィニッシュ – 9
- トップ25フィニッシュ – 28
- 予選落ち – 32
- 連続予選通過 – 9
- トップ10継続大会回数 – 2

## チーム戦出場
プロ
- ソルハイムカップ（米国代表）： 1994 （勝利）、 1998 （勝利） 、 2000、2007 （勝利）
- レクサスカップ（国際チーム代表）： 2006年
- ハンダカップ（米国代表）：2010年（勝利）、2011年（勝利）、2012年（引き分け、カップは保持）、2014年（勝利）